# Хіккадува (підрозділ окружного секретаріату)
Підрозділ окружного секретаріату Хіккадува — підрозділ окружного секретаріату округу Галле, Південна провінція, Шрі-Ланка. Складається з 97 Грама Ніладхарі.